# House
 For alternative betydninger, se House (flertydig). (Se også artikler, som begynder med House)
Denne side handler om en musikgenre. For artiklen om tv-serien, se House M.D..
House betyder direkte oversat fra engelsk "hus", og er en musikgenre, som er skabt til og af festen på dansegulvet. Den kan kategoriseres som en undergenre af den brede vifte af musik, der betegnes dance, eller EDM (Electronic Dance Music). Af den grund er fokus på rytmen i kraft af et taktfast 4/4 beat med tydelig stortromme på alle fire taktslag i et tempo på omkring 120-130 bpm (taktslag i minuttet). Dette akkompagneres af lilletromme/håndklap på taktslag 2 og 4 samt hihatte og ofte rigelige mængder percussion. Ligeledes er en prominent basgang en væsentlig del af det funky, synkoperede groove, som et house-nummer typisk er bygget op omkring og som er med til at distingvere det fra andre typer dance, fx eurodance. De repetitive og lagdelte loops er sædvanligvis grundstenene i housemusik, men variationer, heriblandt såkaldte edits, break-downs og build-ups er med til bryde de gentagne elementer, og styre spændingen blandt publikum på dansegulvet.
House er en samlet betegnelse for et hav af undergenrer, der alle har sine særlige karakteristika selvom grænserne mellem dem er ikke altid er lette at definere. Nogle af undergenrerne er: acid house (præget af skrigende Roland TB-303-synthesizere), deephouse, electro house, filter house, French house, minimal house, progressive house, tech house, tribal house og uplifting house.

## Instrumenterne
House er præget af programmerede elektroniske musikinstrumenter såsom trommemaskiner, samplere og synthesizere (eller tilsvarende softwareinstrumenter), men ofte høres også håndspillede instrumenter (særligt elguitar, blæsere og elklaverer) og vokal. House kan ses som værende både stram (maskinel) og "organisk" (menneskelig).

## Oprindelse
House har efter sigende sit navn fra natklubben The Warehouse – en lagerhal i Chicago, hvor den legendariske DJ Frankie Knuckles aften efter aften i starten af 1980'erne henrykkede et trofast publikum ved bl.a. at mikse Kraftwerk med gamle discoplader blandet op med hårrejsende lydeffekter. I samme åndedrag er man nødt til at nævne New York-klubben The Paradise Garage hvor – om muligt – endnu mere legendariske Larry Levan var kongen af pladespillerne fra midten af 1970'erne til midten af 80'erne.

## House før og nu
Housemusik er traditionelt set blevet forbundet med undergrundsscener og subkulturer drevet af folk med kærlighed til musikken og festen. Imidlertid har housemusikere med kommercielle hits (fx Daft Punk) samt house-remixes af popsange sørget for at brede kendskabet til dele af housespektret ud til et større publikum.
Igennem tiden har house måttet finde sig i at blive beskyldt for meget: At være for monoton. Kun at være forbeholdt sorte eller homoseksuelle. At fremme brugen af stoffer (særligt ecstasy) blandt festgængere. Og at være et gemmested for hedonistiske eskapister. Desuden er housemusikken indtil flere gange blevet erklæret død. Hvorvidt der er hold i disse beskyldninger skal her være usagt. Men at lyden af house fortsat flyder ud fra radio og natklubber, giver dog indtrykket af, at housemusikken langt fra er afgået ved døden.
Vil man lære navnene på nogle af de tunge drenge indenfor hvad man (måske) kunne kalde den klassiske housemusik, at kende, kan man passende lytte til tracket Roots af Jay-J og Chris Lum. Heri namedroppes en lang række af de profiler, der har været med til af forme housemusikken til det, den er i dag.